# Ковяжский поселковый совет (Харьковская область)
Ковягский поселковый совет — входит в состав Валковского района Харьковской области Украины.
Административный центр поселкового совета находится в пгт Ковяги.

## История
- 1921 — дата образования.

## Населённые пункты совета
- пгт Ковяги
- село Журавли
- село Рассоховка
- село Трофимовка
- село Халимоновка